# Saengyeon-dong
Saengyeon-dong (koreanska: 생연동) är en stadsdel i staden Dongducheon i provinsen Gyeonggi i den norra delen av Sydkorea, 38 km norr om huvudstaden Seoul.

## Indelning
Administrativt är Saengyeon-dong indelat i:
| Namn    | Namn                 | Yta km² | Invånare 31 dec 2020 |
| ------- | -------------------- | ------- | -------------------- |
| 생연1동 | Saengyeon 1(il)-dong | 2,16    | 7 258                |
| 생연2동 | Saengyeon 2(i)-dong  | 0,72    | 11 884               |